# Reunião (departamento)

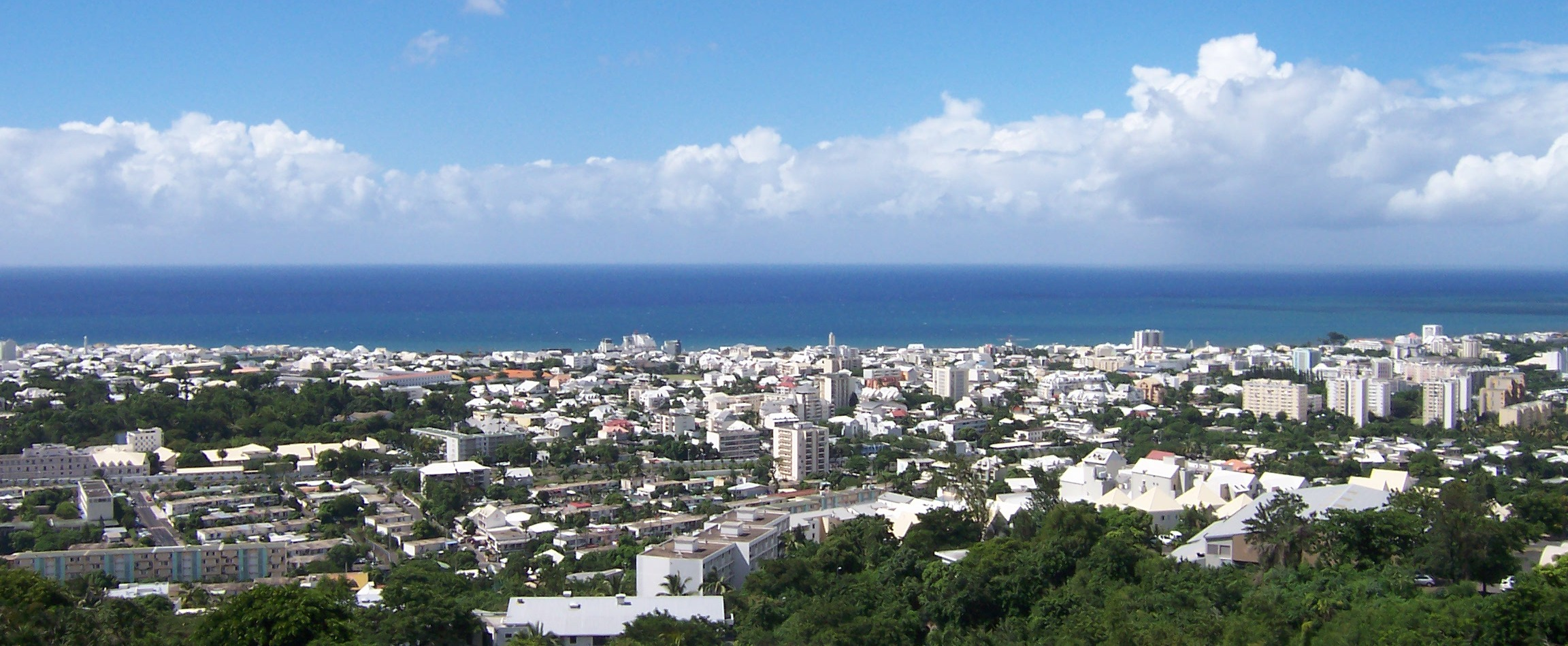
São Dinis, capital da Reunião

Reunião (em francês:  Réunion) é um departamento ultramarino francês insular, no oceano Índico, localizado a leste de Madagáscar. A ilha principal é uma das duas maiores Ilhas Mascarenhas, sendo o seu vizinho mais próximo a outra: a Maurícia. Sua capital é São Dinis. É a ilha mais próspera do oceano Índico, com o maior PIB per capita na região.
Reunião começou a ser habitada durante o século XVII, quando pessoas da França, Madagáscar e África se estabeleceram na ilha. A escravidão foi abolida em 20 de dezembro de 1848 (data celebrada anualmente em Reunião), após a qual os trabalhadores contratados foram trazidos de Tâmil Nadu, sul da Índia, entre outros lugares. A ilha tornou-se um departamento de ultramar da França em 1946.
Como em outros lugares da França, a língua oficial é o francês. Além disso, a maioria da população da região fala a  língua crioula da Reunião.
Administrativamente, Reunião é um dos departamentos de ultramar da França, assim como a Martinica, Guadalupe, a Guiana Francesa e a vizinha Maiote. Tal como os outros quatro departamentos ultramarinos, é também uma das dezoito regiões da França, com o estado modificado de região ultramarina e parte integrante da República com o mesmo estatuto que a França Metropolitana. Reunião é uma região ultraperiférica da União Europeia e, como departamento de ultramar da França, faz parte da zona do euro.

## Etimologia
Quando a França tomou posse da ilha no século XVII, deu-lhe o nome de Bourbon, em homenagem à dinastia que então governava a ilha. Para romper com esta denominação, demasiado ligada ao Antigo Regime, a Convenção Nacional decidiu, a 23 de março de 1793, mudar o nome do território para Ilha da Reunião. Esta escolha pode ter sido em homenagem à reunião dos federados de Marselha e da Guarda Nacional parisiense que precedeu a insurreição de 10 de agosto de 1792, e à marcha sobre o Palácio das Tulherias, mas nenhum documento a justifica e o significado da palavra "reunião" pode ter sido puramente simbólico.
A ilha mudou de nome novamente no século XIX : em 1806, sob o Primeiro Império Francês, o general Decaen a chamou de Ilha Bonaparte, e em 1810 ela se tornou Ilha Bourbon novamente. Finalmente, tornou-se Ilha da Reunião após a queda da Monarquia de Julho por um decreto do governo provisório em 7 de março de 1848.
De acordo com a grafia original e as regras clássicas de ortografia e tipografia francesas, "Reunião" era escrito com letra minúscula no artigo, mas no final do século XX , a grafia "Reunião" com letra maiúscula foi desenvolvida em muitos escritos para enfatizar a integração do artigo ao nome. Esta última grafia corresponde às recomendações da Comissão Nacional de Toponímia e consta da atual Constituição da República Francesa nos artigos 72-3 e 73.

## História
Reunião foi visitada, embora não colonizada, por marinheiros portugueses, árabes e polinésios, e foi reclamada pela primeira vez em 1644 pela Companhia Francesa das Índias Orientais, que levou à ilha colonizadores franceses e escravos africanos. Em 1638, foi ocupada pela França. Em 1642, por decreto do rei Luís XIII a ilha passa a se chamar Ilha Burbom (em francês:  Île Bourbon). Em 1764, a ilha passou a ser governada diretamente pela França, e as revoltas de escravos que se produziram propiciaram a fuga de muitos para o interior e o estabelecimento de seus próprios povoados. Durante a Revolução francesa, para romper com este nome demasiado ligado ao antigo regime, a Convenção Nacional decidiu, em 19 de março de 1793, renomear a colônia para Ilha da Reunião.
A ilha experimentou uma forte crise, quando a escravidão foi abolida a princípios do século XIX, e os franceses tiveram de importar mão de obra indiana que passaria a modificar a composição demográfica da ilha. Após a Segunda Guerra Mundial, Reunião passou ser um departamento de ultramar da França, e desde os anos 1970 têm surgido pressões desde os partidos da esquerda para lograr uma maior autonomia para a ilha.

## Política
A máxima autoridade da ilha é um Prefeito nomeado pela França, assistido pelos presidentes do Comitê Econômico e Social e do Conselho Geral. Na Assembleia Geral francesa a ilha está representada por três senadores e cinco deputados. Tem estatuto de região administrativa, assim como a Martinica, a Guadeloupe e a Guiana Francesa.

## Geografia
Reunião, com uma extensão de 2 510 km2, está situada no oceano Índico, cerca de 800 km a leste de Madagascar. A ilha tem forma ovalada e está atravessada por duas zonas montanhosas principais: Cirques de Cilaos, Salazie e Mafate, e a zona vulcânica em volta do Piton de la Fournaise.

## Economia
Com um PIB de € 14,544 bilhões (2008), Reunião é uma das economias mais importantes do oceano Índico.
Historicamente, a economia da ilha era baseada na agricultura e na produção de açúcar e rum. O cultivo de cana-de-açúcar ocupa 79% das terras agrícolas, o equivalente a 43 692 hectares.
Principais produtos de exportação são:
- Açúcar de cana;
- Rum;
- Peixe e produtos da pesca;
- Baunilha;
- Óleos essenciais.

Outro fator importante é o turismo. A maioria dos turistas é de origem francesa e europeia.

## Demografia
A população foi formada, principalmente, de proprietários franceses de plantações, camponeses bretões, escravos africanos e malgaxes, trabalhadores indianos e comerciantes chineses e mestiços.

## Cultura
Duas importantes figuras do parnasianismo nascidos nesta ilha foram Léon Dierx e Leconte de Lisle.
Alguns artigos apreciados e procurados por quem visita a Reunião são os artesanatos em madeira, tecidos de brilhantes coloridos, telas bordadas nas lojas da capital, essências de flores em Chez Bonoit, Bégue e Guillaume-Saint Paul e espécies como a baunilha (especialmente no mercado de St. Paul).
O coração do Parque Nacional da Reunião foi inscrito como Patrimônio Mundial da UNESCO em 2010, como bem natural.